# Josef Tošovský
Josef Tošovský (Náchod, Checoslováquia, 28 de setembro de 1950) é um economista, professor univeristário e político checo que serviu como primeiro-ministro da República Checa por um breve período entre 1997 e 1998, sucedendo Václav Havel e sendo sucedido no cargo por Miloš Zeman. Antes disso, foi o 1.º presidente do Banco Nacional Checo entre 1993 e 1997.